# Como México no hay dos
Como México no hay dos és una pel·lícula mexicana musical estrenada el 1981, dirigida per Rafael Villaseñor Kuri i protagonitzada per Vicente Fernández.

## Sinopsi
Valente Fierro González (Vicente Fernández) és un pagès senzill i de vida humil que posteriorment es converteix en una estrella musical, però no sap manejar el triomf i l'èxit que aconsegueix, acabant la seva vida amb un desenllaç inesperat.

## Repartiment
- Vicente Fernández 	...	Valente Fierro
- Héctor Suárez 	...	Manuel
- Blanca Guerra 	...	Lupe
- Roberto 'Flaco' Guzmán 	...	Pepe
- Eduardo de la Peña ...
- Angélica Chain
- Amparo Muñoz	...	Silvia Escandon
- Carlos López Moctezuma	 ...	Don Antonio
- Humberto Elizondo...	Miguel

## Premis
Carlos López Moctezuma va guanyar el premi Ariel a la millor coactuació masculina en la XXIV edició dels Premis Ariel.